# Flughafen Kassala

i7
i11
i13
Der Flughafen Kassala (englisch Kassala Airport) ist ein Verkehrsflughafen der Stadt Kassala in Sudan.